# Leave This Town
Leave This Town es el segundo álbum de estudio de la banda estadounidense Daughtry. Fue lanzado a través de RCA Records y 19 Entertainment el 14 de julio de 2009. Es el primer álbum que grabaron como una banda, ya que su primer álbum Daughtry fue grabado antes de que se formó la banda y solo el cantante Chris Daughtry fue firmado a la etiqueta; también fue su último álbum con Joey Barnes en la batería. El estilo del álbum es principalmente arena rock, con influencias que van desde el hard rock al pop rock.
El álbum fue lanzado con críticas generalmente mixtos, con los críticos señalando la falta de progresión de su álbum anterior. Se le fue mejor en el mercado, debutando alto del Billboard 200 y vendiendo más de 1,3 millones de copias en los EE. UU. solamente. Leave This Town ha sido certificado Platino por tanto la RIAA y la Música de Canadá.

## Lista de canciones
| N.º | Título                            | Escritor(es)                                               | Duración |  |
| 1.  | «You Don't Belong»                | Chris Daughtry                                             | 4:00     |  |
| 2.  | «No Surprise»                     | Daughtry, Chad Kroeger, Eric Dill, Rune Westburg, Joey Moi | 4:29     |  |
| 3.  | «Every Time You Turn Around»      | Daughtry, Andy Waldeck                                     | 3:39     |  |
| 4.  | «Life After You»                  | Daughtry, Kroeger, Moi, Brett James                        | 3:26     |  |
| 5.  | «What I Meant to Say»             | Daughtry, Brian Howes                                      | 3:09     |  |
| 6.  | «Open Up Your Eyes»               | Daughtry, Ben Moody, David Hodges                          | 4:19     |  |
| 7.  | «September»                       | Daughtry, Josh Steely                                      | 4:00     |  |
| 8.  | «Ghost of Me»                     | Daughtry, Howes                                            | 3:38     |  |
| 9.  | «Learn My Lesson»                 | Daughtry, Mitch Allan, Chris Tompkins                      | 3:50     |  |
| 10. | «Supernatural»                    | Daughtry, Josh Paul, Hodges                                | 3:38     |  |
| 11. | «Tennessee Line» (con Vince Gill) | Daughtry, Brian Craddock                                   | 4:37     |  |
| 12. | «Call Your Name»                  | Daughtry, Joey Barnes                                      | 4:03     |  |

Bonus Tracks
| Official website |                   |                         |          |  |
| N.º              | Título            | Escritor(es)            | Duración |  |
| 13.              | «Long Way»        | Daughtry, Jason Wade    | 4:03     |  |
| 14.              | «One Last Chance» | Daughtry, Allan, Hodges | 3:27     |  |

iTunes Bonus Tracks
| iTunes Bonus Track version |                                  |                                                           |          |  |
| N.º                        | Título                           | Escritor(es)                                              | Duración |  |
| 13.                        | «What Have We Become»            | Daughtry, Craddock, Steely, Paul, Barnes, Tommy Henriksen | 3:43     |  |
| 14.                        | «On the Inside»                  | Daughtry, Kroeger, Richard Marx                           | 3:24     |  |
| 15.                        | «Traffic Light» (pre-order only) | Daughtry, Craddock                                        | 3:40     |  |

| UK iTunes Bonus Track Version |                                                 |                        |          |  |
| N.º                           | Título                                          | Escritor(es)           | Duración |  |
| 13.                           | «Get Me Through»                                | Daughtry, Craddock     | 3:44     |  |
| 14.                           | «Traffic Light»                                 |                        | 3:40     |  |
| 15.                           | «Back Again» ("No Surprise" single bonus track) | Daughtry, Adam Gontier | 3:38     |  |

Japanese Bonus Tracks
| Japanese Edition Bonus track |                  |          |  |
| N.º                          | Título           | Duración |  |
| 13.                          | «Get Me Through» | 3:44     |  |

## Posiciones
| Lista (2009)                       | Posición |
| ---------------------------------- | -------- |
| Australia (ARIA)                   | 21       |
| Austria (Ö3 Austria)               | 18       |
| Canadá (Billboard Canadian Albums) | 2        |
| Alemania (Media Control Charts)    | 12       |
| Irish Albums (IRMA)                | 99       |
| Japón (Oricon)                     | 43       |
| Nueva Zelanda (Recorded Music NZ)  | 8        |
| Suecia (Sverigetopplistan)         | 31       |
| Suiza (Schweizer Hitparade)        | 18       |
| Reino Unido (UK Albums Chart)      | 53       |
| Estados Unidos (Billboard 200)     | 1        |
| Estados Unidos (Top Rock Albums)   | 1        |

| Chart (2009)                  | Posición |
| ----------------------------- | -------- |
| Canadian Albums (Billboard)   | 39       |
| US Billboard 200              | 37       |
| US Digital Albums (Billboard) | 22       |
| US Rock Albums (Billboard)    | 9        |
| Chart (2010)                  | Posición |
| US Billboard 200              | 59       |
| US Rock Albums (Billboard)    | 9        |

## Personal
- Chris Daughtry - voz principal, guitarra rítmica
- Josh Steely - guitarras solistas, coros
- Brian Craddock - guitarras rítmicas, coros
- Josh Paul - guitarras bajo, coros
- Elvio Fernandes - teclado/guitarra, coros
- Joey Barnes - batería, percusión, teclados, coros